# After Business Hours
After Business Hours er en amerikansk stumfilm fra 1925 instrueret af Malcolm St. Clair.

## Medvirkende
- Elaine Hammerstein som June King
- Lou Tellegen som John King
- Phyllis Haver som Sylvia Vane
- John Patrick som Richard Downing
- Lillian Langdon som Mrs. Wentworth
- William Scott som James Hendricks
- Lee Moran som Jerry Stanton